# Annie M.G. Schmidtpark
Het Annie M.G. Schmidtpark (voorheen aangeduid als Landscheidingspark) is een park in de gemeente Lansingerland, in de Nederlandse provincie Zuid-Holland. Het lange en smalle park met een oppervlakte van ongeveer 72 hectare is gesitueerd tussen Berkel en Rodenrijs en Bergschenhoek langs de hogesnelheidsspoorweg Schiphol - Antwerpen en een busbaan. De lengte is 3,5 kilometer en de breedte varieert tussen de 108 en 340 meter.

## Geschiedenis
In 2006 is het ontwerp op hoofdlijnen vastgesteld. In 2007 zijn er door de gemeente afspraken gemaakt om 150.000 m³ grond te bestemmen voor de ophoging van het gebied van het toekomstige park. De ophoging is in 2008 gestart. De naam is aan het park gegeven in mei 2008 als eerbetoon aan de schrijfster Annie M.G. Schmidt, die bijna dertig jaar in Berkel en Rodenrijs heeft gewoond. In 2010 werd het bestemmingsplan vastgesteld en kon met de inrichting van het park worden begonnen.
Het grootste deel van de kosten (29 miljoen) werd gefinancierd door de Stadsregio Rotterdam. Uit het budget voor de aanleg van de hogesnelheidslijn kwam een bedrag van vier miljoen euro beschikbaar.

## Beschrijving
Het park begint bij de Wildersekade in Berkel en Rodenrijs, die de grens met de gemeente Rotterdam vormt, in het zuiden tot aan de Anthuriumweg in Bleiswijk in het noorden. Het ligt over de gehele lengte aan de spoorweg, een circa vijf meter hoge kunstmatige verhoging in het landschap maakt er deel van uit en dient als geluidswal. Het gebied wordt door de Boterdorpseweg en de Berkelseweg doorsneden en bestaat zo uit drie onderdelen.

### Noord
In het noordelijk deel van het park staan ongeveer 600 bomen. Het werd in 2013 in gebruik genomen. Er is een cooperbaan, een voetbalveld en er zijn speelplekken met speeltoestellen. Daarnaast zijn er grasvelden waar kan worden gepicknickt.

### Centraal
Op het breedste punt, het centrale deel, staat zwembad 'De Windas', er ligt een evenemententerrein en er is een skatebaan. De bomen hier zijn geplant door de Lionsclub Berkel en Rodenrijs. 

### Zuid
Het zuidelijke deel van het Annie M.G. Schmidtpark kwam in 2016 gereed herbergt een waterrijke natuurspeeltuin. In deze 'Tuin van Floddertje' kunnen kinderen actief zijn in een natuurlijke omgeving. De speeleiland is twee hectare groot en vrij toegankelijk. Hier ligt ook een parcours voor mountainbikers.

## Openbaar vervoer
De ZoRo-bus doet sinds 2012 het park aan, er zijn vier haltes:
- Koegelwieckplantsoen (zuidelijke deel park)
- Boterdorpseweg (zuidelijke/centrale deel park)
- Berkelseweg (noordelijke/centrale deel park)
- Offenbachplantsoen (noordelijke deel park)